# コロラドスプリングス市営空港

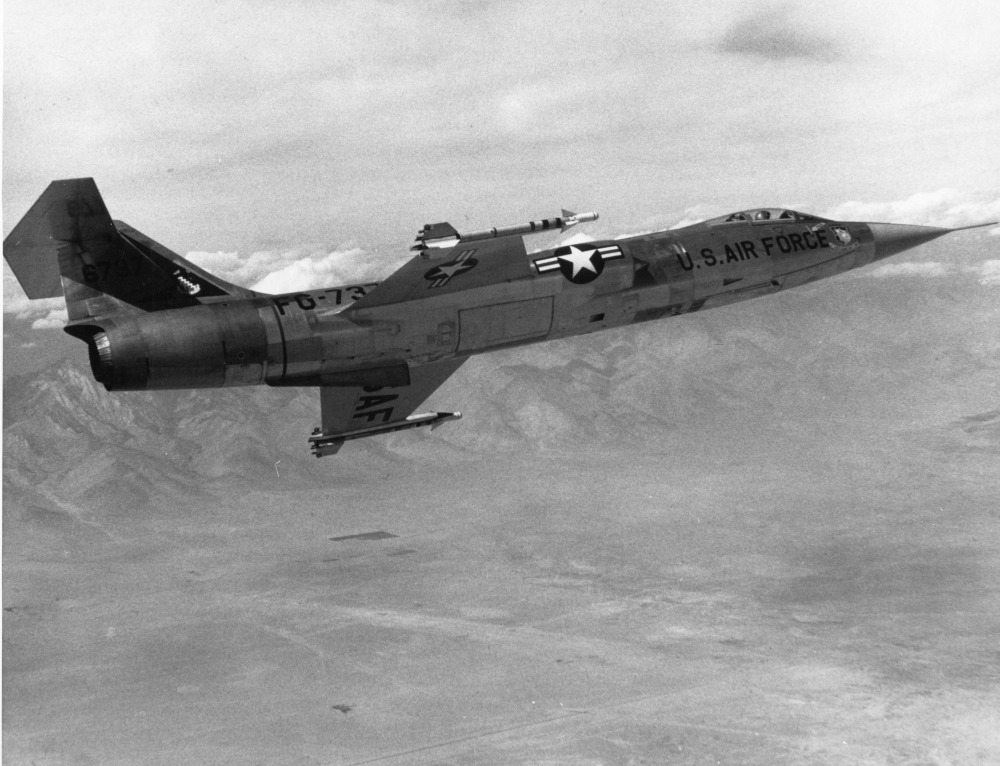
空港上空を飛ぶロッキード
F‐100

コロラドスプリングス市営空港（英: City of Colorado Springs Municipal Airport）(IATA: COS, ICAO: KCOS, FAA LID: COS）アメリカ合衆国のコロラド州コロラドスプリングス市にある地方空港。市営の地方空港ではあるが、アメリカ軍施設（ピーターソン空軍基地、シュリーバー空軍基地、シャイアン・マウンテン空軍基地、フォート・カーソン陸軍基地）、アメリカ合衆国オリンピックトレーニングセンターがあるため、空港施設は小さくなく、年間旅客数も多い。

## 歴史

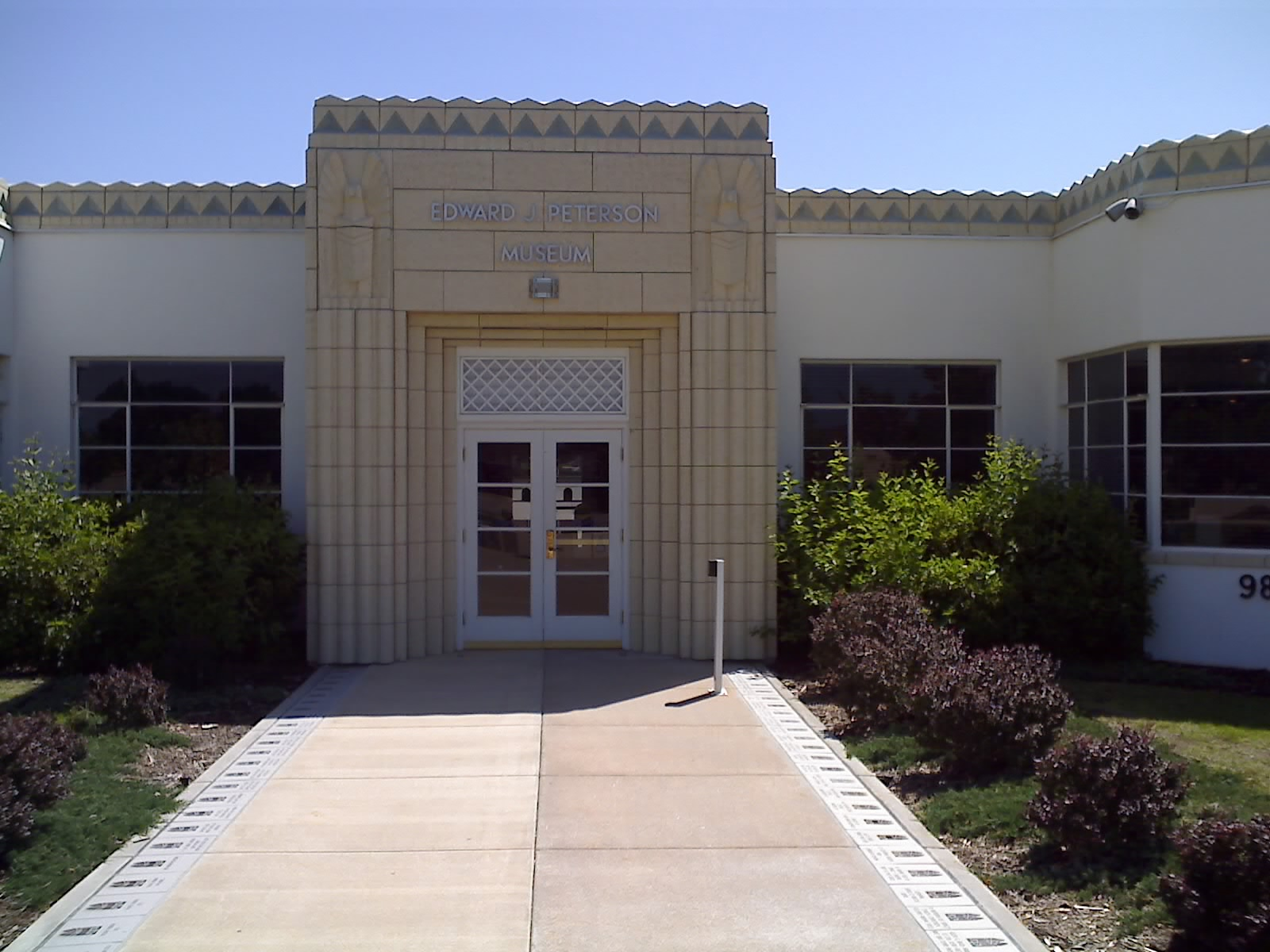
旧ターミナルビル

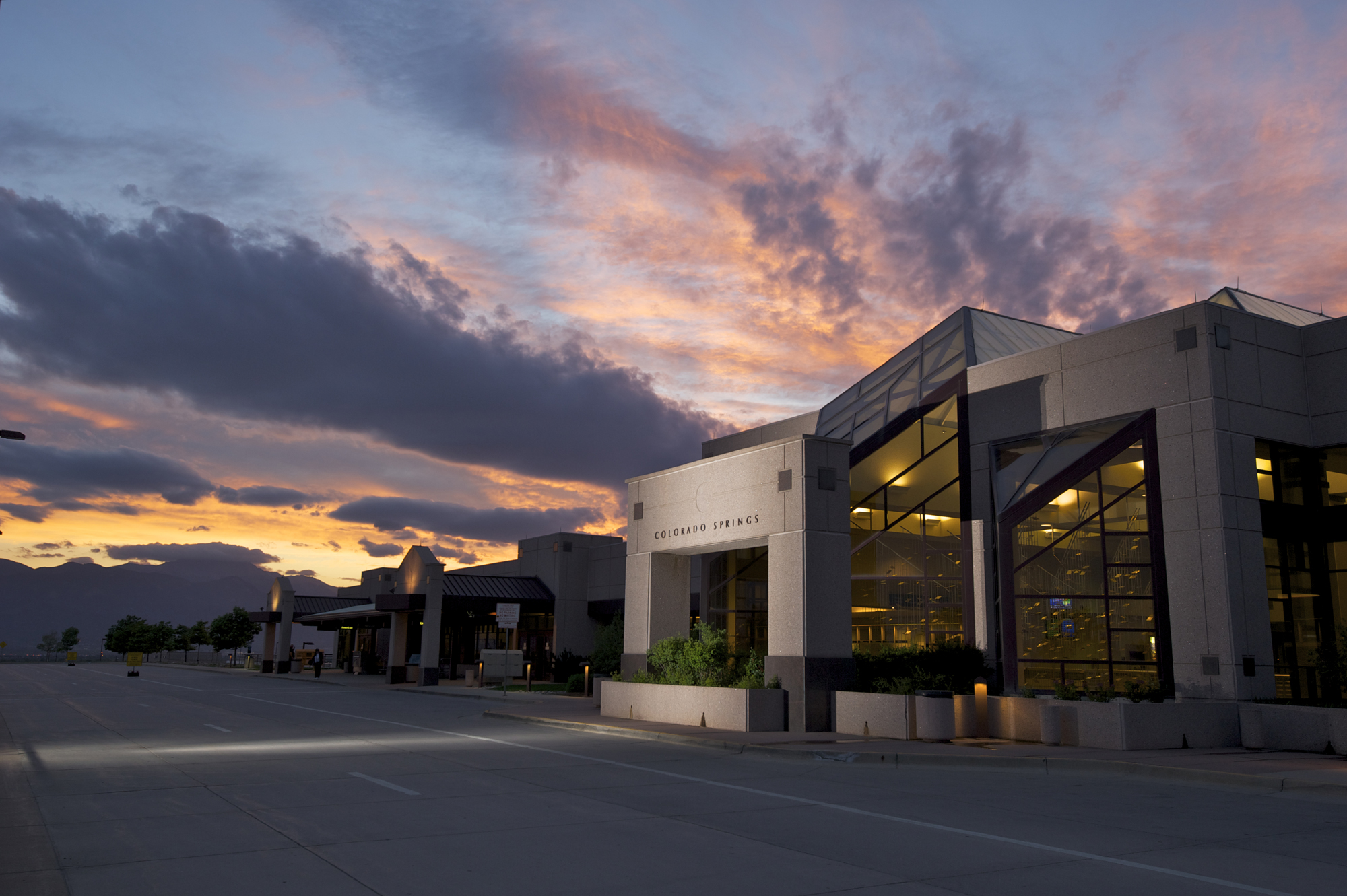
現行のターミナルビル

1927年にコロラドスプリングス市営空港が開港。1930年代には初の定期便がエルパソとの間に開設された（今はない）。1994年には新空港ターミナルが供用開始された。

## 就航航空会社

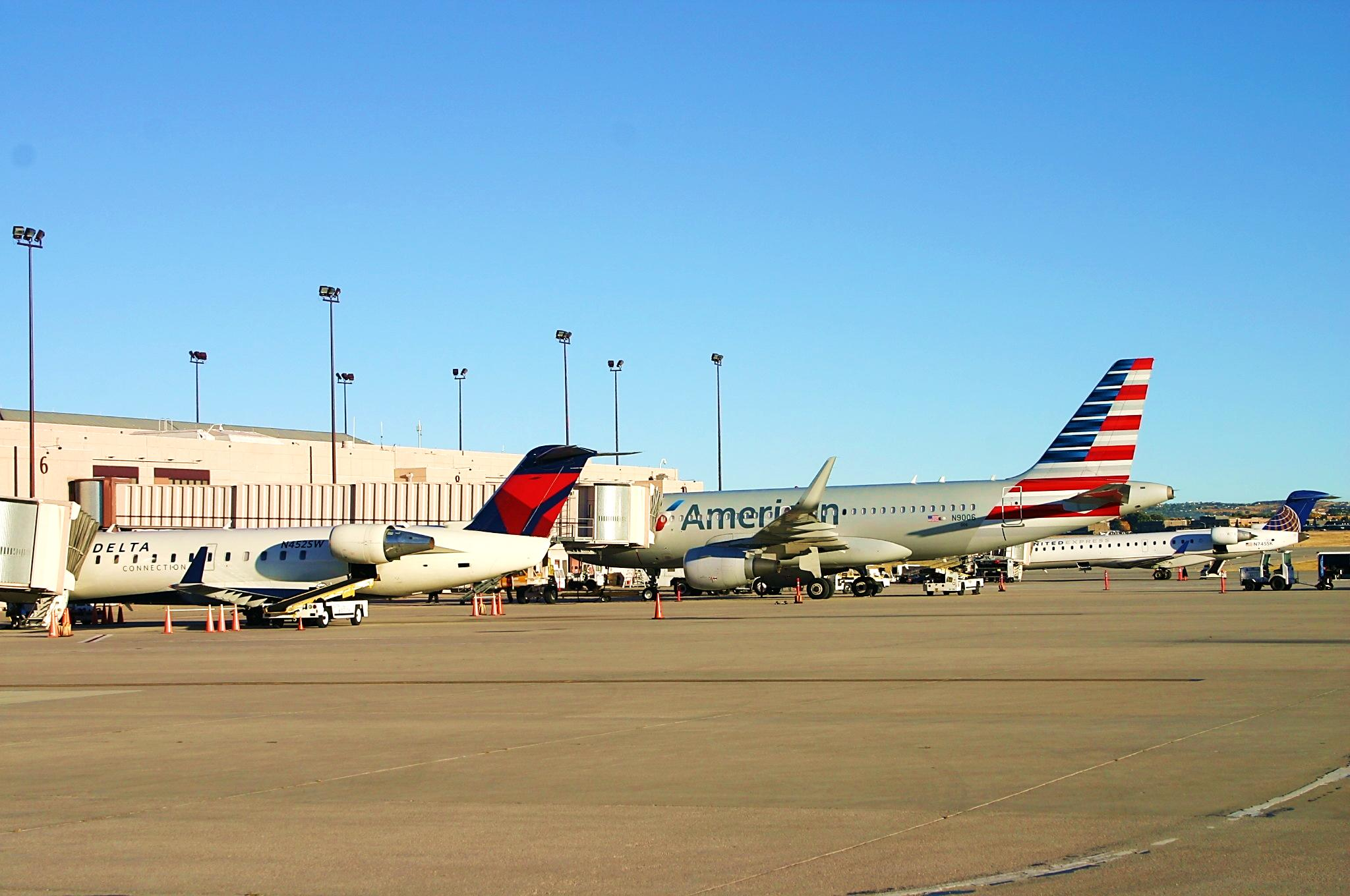
駐機中のデルタ航空crj200とアメリカン航空エアバス機

| 航空会社                   | 就航地                                               |
| -------------------------- | ---------------------------------------------------- |
| アメリカン航空             | ダラス/フォートワース 季節運航便：フェニックス       |
| アメリカン・イーグル       | シカゴ/ORD                                           |
| デルタ航空                 | アトランタ                                           |
| デルタ・コネクション       | ソルトレークシティー                                 |
| フロンティア航空           | ラスベガス、オーランド、フェニックス                 |
| ユナイテッド航空           | シカゴ/ORD、デンバー、ヒューストン、ロサンゼルス/LAX |
| ユナイテッド・エクスプレス | シカゴ/ORD、サンフランシスコ、デンバー               |

## 事故
- 1991年3月3日、ピオリア発ステープルトン国際空港経由のユナイテッド航空585便が着陸降下中に方向舵の故障により墜落した。搭乗していた25名全員が死亡。
- 2010年10月30日、デトロイト発フェニックス行きデルタ航空ボーイング757がエンジントラブルのため緊急着陸。